# خط فرضی

جای دوربین باید روی خط سبز یا قرمز باشد. حرکت دوربین روی این خط نباید بیشتر از ۱۸۰ درجه باشد.

خط فرضی (انگلیسی: 180-degree rule) یا قانون ۱۸۰ درجه خطی راهنما و فرضی در مباحث فیلمبرداری و ادیت فیلم است که بر اساس آن باید یکسانی روابط چپ و راست دو کاراکتر در یک سکانس حفظ شود.(تا بیننده از نظر بصری و فهم درست موقعیت‌ها یا حرکت‌ها دچار اشتباه نشود.)
خطی که دو بازیگر یا سوژه را به هم وصل می‌کند. 
Axis of Action
نامیده می‌شود.
عبور دوربین از این خط
Crossing The line
و نمایی که از آن سوی خط گرفته شود 
Reverse Angle
نام دارد.

## اهمیت خط فرضی
رعایت نکردن خط فرضی و شکستن آن، موجب می‌شود که، وقتی چند نما از چند فاصله یا زاویه مختلف به هم پیوند می خورند، در دید بیننده اخلال ایجاد شود؛ برای مثال وقتی از دو نفری که روبه روی هم هستند و به هم نگاه می‌کنند یا در حال گفتگو با یکدیگر هستند، دو نما گرفته شود و در گرفتن این دو نما خط فرضی توسط دوربین شکسته شود، به نظر می رسد هر یک از آن‌ها به یک سوی دیگر نگاه می‌کنند و با یکدیگر گفتگو نمی‌کنند، همچنین شکستن خط فرضی در حالتی که سوژه در حال حرکت است، موجب می‌شود در دو نمای پی در پی از آن سوژه، حرکت در نمای دوم معکوس یا در جهتی دیگر از نمای اول به نظر برسد.
رعایت خط فرضی در صحنه‌هایی که تعداد شخصیت‌ها در آن زیاد است، برای مثال چند نفر در حال تعامل و گفتگو با هم هستند دشوار است. در این حالت کارگردان جزئیات هر نما و محل قرار گرفتن دوربین را به منشی صحنه می گوید، که دقیقاً بنویسد، تا در هنگام فیلم برداری از نمای بعدی، ناخواسته خط فرضی را نشکند.

### چند نکته
- در حالتی که تنها یک شخصیت در صحنه وجود دارد، خط فرضی جهت نگاه او است. حتی اگر سرش به سمت دیگری بچرخد و جهت نگاهش عوض شود، خط فرضی همان جهت نگاه اوست.
- در صورتی که سوژه‌ای غیر از شخصیت در صحنه باشد، برای مثال یک ماشین که حرکت می‌کند، خط فرضی جهت حرکت آن سوژه است.
- در حالتی که دو سوژه در صحنه وجود دارد که یا روبه روی هم هستند یا پهلوی هم، برای مثال دو شخصیت که با هم گفتگو می‌کنند، یا دو شخصیت که در کنار هم در صندلی جلوی یک ماشین نشسته‌اند، خط فرضی خط واصل بین آنهاست.
- در حالتی که بیش از دو شخصیت در صحنه داریم، برای گرفتن هر نما از دو به دوی آنها، یک خط فرضی بین آن دو که همان خط واصل بین آنهاست رسم می‌شود.
- در حالتی که یک نفر یا دو نفر، یا بیشتر ( در یک قاب ) طرف گفتگوی یک نفر یا دو نفر، یا بیشتر ( در یک قاب دیگر ) قرار می‌گیرد، باز خط فرضی خط واصل بین آن یک نفر یا دو نفر یا ... با آن یک نفر یا دو نفر یا ... است.
- در همه این موارد، برای گرفتن چند نما از یک صحنه، باید دوربین همواره در یک جهت خط فرضی، یعنی همان جهتی که در نمای اول دوربین قرار داشته قرار بگیرد، زیرا در غیر این صورت خط فرضی شکسته شده و در تصویر اخلال ایجاد می‌شود.

- در صورت نیاز می‌توان از روی خط فرضی عبور کرد، به شرط آنکه بین پلان اول و دوم پیوستگی و تداوم وجود داشته باشد، به این معنی که در حین فیلم برداری بدون قطع دوربین و قطع نما از روی خط فرضی عبور کرده و به طرف دیگر آن برویم. در این حالت چون تماشاگر در حین شکسته شدن خط فرضی با فیلم بردار همراه بوده اخلالی در تصویر حس نمی‌کند.